# El Decamerón (película)
El Decamerón (en italiano: Il Decameron) es una película de antología italiana de 1971 escrita y dirigida por Pier Paolo Pasolini, y basada en algunas historias del libro homónimo escrito por Giovanni Boccaccio en el siglo XIV. El filme es el primero de la llamada Trilogía de la Vida de Pasolini, que completan Los cuentos de Canterbury y Las mil y una noches. Cada parte de la película fue una adaptación de un cuento diferente centrados en temas obscenos y profanos. Los cuentos contienen abundante desnudez, sexo, comedia física y humor escatológico.
La intención de Pasolini no era recrear fielmente el mundo de los personajes de Boccaccio, sino criticar el mundo contemporáneo a través del uso metafórico de los temas presentes en las historias. Las historias a menudo fueron cambiadas de escenario al sur de Italia y se usó mucho el idioma napolitano para indicar el maltrato y la explotación económica de la región más pobre por parte de las partes más ricas del norte de Italia.
La película se inscribió en el 21º Festival Internacional de Cine de Berlín, donde ganó el Gran Premio Extraordinario del Jurado. A pesar del éxito y la aclamación de la crítica del filme, Pasolini estaba molesto con las numerosas imitaciones y remakes de baja calidad que se realizaron posterior a su estreno. Consideró que esto era una afrenta al mensaje anticapitalista de la película y repudiaría esta película en sus últimos días antes de morir.

## Argumento

### Prólogo
La película, rodada en idioma napolitano a instancias del director, ofrece una variedad de episodios de las historias del libro de Giovanni Boccaccio, y están conectados a través de un discípulo del pintor Giotto, interpretado por el propio Pasolini, que llega a Nápoles para pintar un mural.
Los créditos avanzan mientras se reproduce por encima la canción Zesa Viola o La Zita in cerca di un marito, balada napolitana que trata sobre una criada que busca marido. La película comienza con Sir Ciappelletto (que regresa más adelante en la película) cometiendo un asesinato y escondiendo un cadáver. La escena luego pasa a la historia de Andreuccio.

### Andreuccio de Perugia

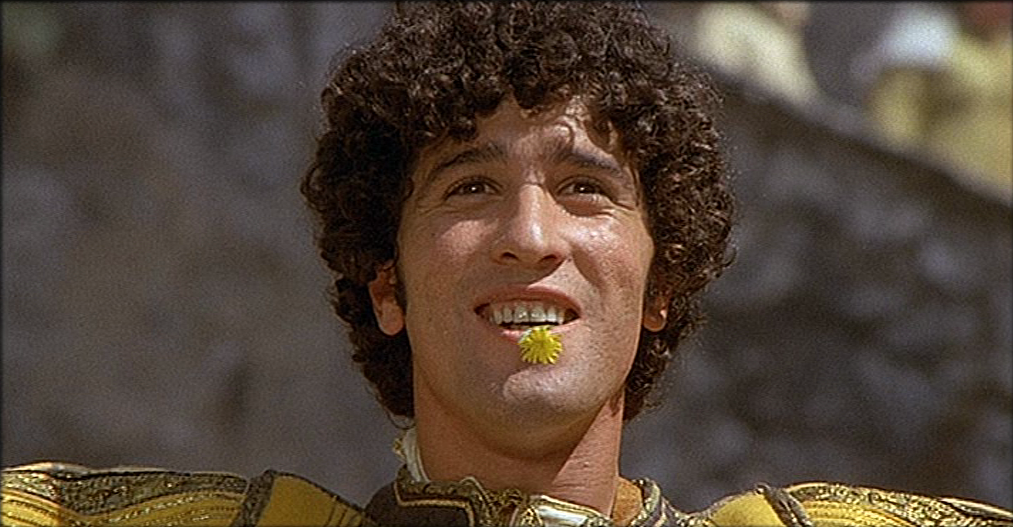
Ninetto Davoli como Andreuccio da Perugia.

En el primer episodio (basado en el quinto cuento de la segunda jornada), Andreuccio de Perugia (Ninetto Davoli) ha venido a Nápoles a comprar caballos. Una dama rica se entera de esto por uno de sus sirvientes mayores e inventa un truco para estafarlo y robarle su dinero. Ella lo invita a cenar a su casa con el pretexto de que son hermanos perdidos hace mucho tiempo. Después de la cena ambos se retiran a la cama y Andreuccio deja su ropa y dinero sobre la cama antes de ir al baño, para luego caer por una trampilla en un abrevadero de excremento. El joven escapa y se encuentra con dos ladrones que intentan profanar el cadáver del arzobispo Filippo Minutolo y robarle las joyas de su tumba. Andreuccio es persuadido para participar y entra en la tumba para robar las joyas. Encuentra el preciado anillo del obispo y se lo queda. Les dice a los demás que no pudo encontrarlo y, al saber que está mintiendo, le cierran la tapa del sarcófago, encerrándolo en una muerte segura. Él grita en vano. Más tarde, entra otro grupo de ladrones con exactamente el mismo plan de robar las joyas de la tumba. Andreuccio escucha esto y se pone al acecho. El ladrón líder les pide a los otros dos que entren en la tumba, pero se niegan. Les dice "los muertos no muerden" y, al escuchar esto, Andreuccio aparece y muerde la pierna del ladrón. Los tres ladrones huyen aterrorizados mientras Andreuccio salta de la tumba y se marcha con su anillo nuevo.

### Ciappelletto, el ladrón
En Nápoles, un anciano lee a una multitud interesada una historia obscena (basada en el segundo cuento de la novena jornada) en napolitano. En un convento, una monja tiene una aventura sexual con un visitante masculino. Cuando las otras monjas descubren esto, se apresuran a delatarla a la madre superiora. Ésta, que estaba durmiendo con un sacerdote, se despierta al tocar su puerta en medio de la noche y se viste rápidamente. Ella accidentalmente se pone la ropa interior en la cabeza confundiéndola con su velo y sale corriendo por la puerta. La madre superiora comienza a regañar a la monja, pero ella señala la ropa interior y todas las monjas se dan cuenta de que ella es culpable del mismo pecado. A partir de ese día, todas las monjas tienen amantes.
Mientras se cuenta esta historia, Sir Ciappelletto está saqueando los bolsillos de los hombres que escuchan el relato. Le da algo de dinero a un niño varón a cambio de relaciones sexuales y la escena termina.

### Masetto da Lamporecchio
En el segundo episodio (basado en el primer cuento de la tercera jornada), un jardinero anima a un joven, Masetto da Lamporecchio, a buscar trabajo en un convento local lleno de muchas hermosas monjas. El joven tiene la idea de fingir ser sordomudo para entrar, ya que la abadesa no quiere hombres jóvenes guapos en el convento, pero no se opondrá a un sordomudo a quien ella no ve como una amenaza. Consigue el trabajo y, mientras cuida el jardín, dos monjas deciden utilizarlo para tener relaciones sexuales porque no puede delatarlas. Las otras mujeres ven esto y tienen la idea de unirse. Las hermanas demuestran ser insaciables, y el joven finalmente rompe su silencio para protestar ante la abadesa que no puede cumplir con sus demandas. La abadesa declara su repentina habilidad para hablar como un milagro divino, pero esto es simplemente una excusa para mantener al joven en el convento.

### Peronella

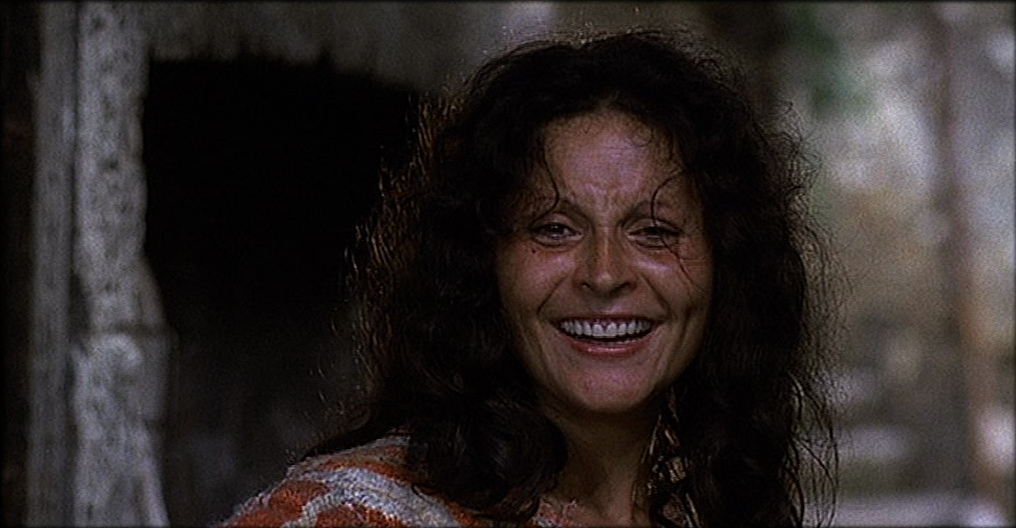
Angela Luce como Peronella.

En el tercer episodio (basado en el segundo cuento de la séptima jornada), la plebeya Peronella (Angela Luce) comete una infidelidad contra su tonto esposo Giannello. Mientras ella tiene sexo con su amante, Giannello llega inesperadamente a casa. Al oír que el marido llama a la puerta, el otro hombre se esconde en una enorme tinaja en el patio. Peronella abre la puerta y le grita a Giannello por llegar a casa tan temprano del trabajo. Giannello explica que es la fiesta de San Galeone, por lo que no había trabajo. En cambio, encontró un nuevo comprador para la tinaja que poseen. Peronella inventa un plan para explicar la razón de porqué su amante está la olla y le dice a Giannello que ya tiene comprador y que la está inspeccionando. Ella le dice que lo vendió por siete denarios, que es más de lo que Giannello se lo había vendido a su comprador. El esposo acepta esto y le dice a su comprador que se vaya porque la olla ya está vendida. Giannello va a la sala de ollas donde aparece el amante oculto y le grita que el interior de la olla está sucio. La esposa le dice al esposo que lo limpie antes de venderlo. Giannello entra en la olla y mientras él está dentro de la olla, su esposa y su amante tienen relaciones sexuales apasionadamente junto a ella. La esposa señala diferentes puntos del frasco y le dice a su esposo que los raspe bien hasta que encuentre el "lugar correcto". Sus órdenes para limpiar el frasco son las mismas que las instrucciones para que su amante la penetre.

### Sir Ciappelletto de Prato

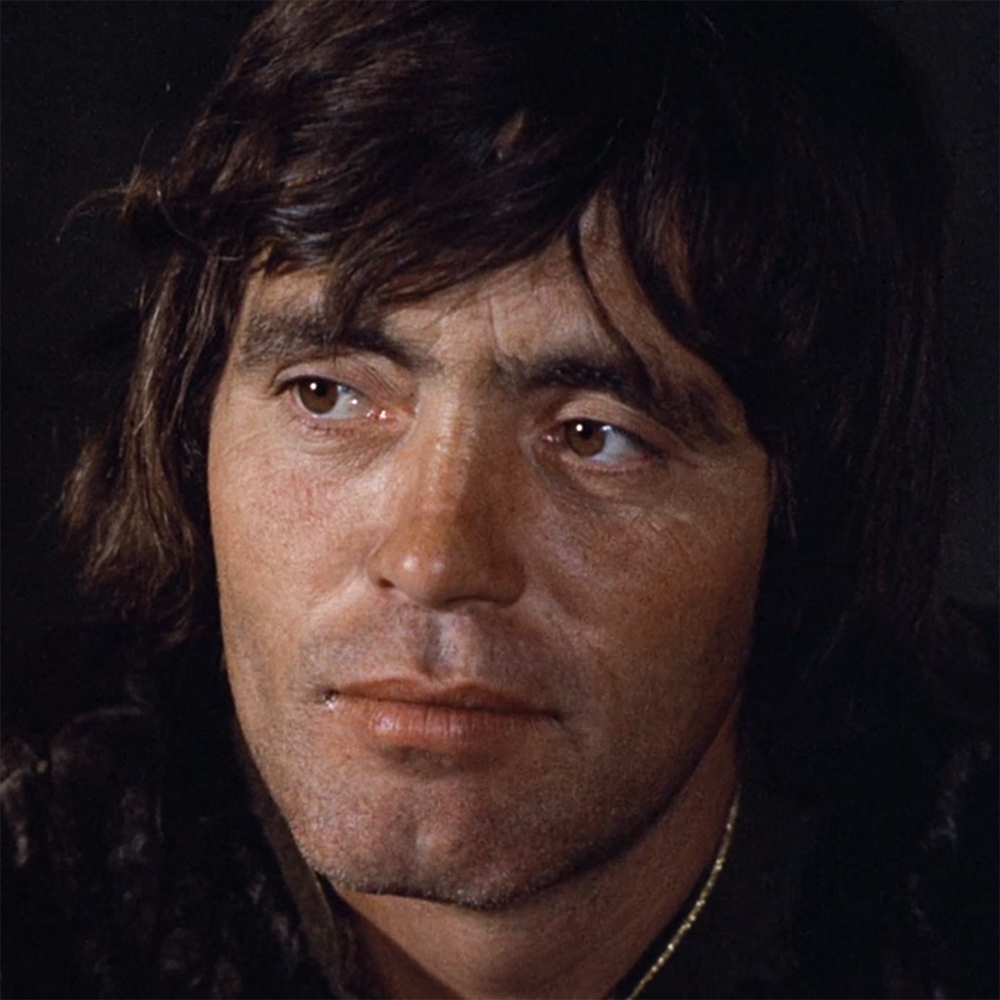
Franco Citti como Ciappelletto.

En el cuarto episodio (basado en el primer cuento de la primera jornada), que comienza en Prato, Sir Ciappelletto, un comerciante napolitano, es enviado a Alemania por su empleador para hacer un trato. Durante la mayor parte de su vida, había dedicado su vida al pecado, la seducción y el lucro, despreciando todos los valores morales y éticos. Ha cometido blasfemia, falsificación, asesinato, violación y es homosexual. Su empleador desea enviarlo lejos, donde nadie sabe de él. Allí se encontrará con dos compañeros napolitanos que son usureros. Esa noche, Ciappelletto tiene un sueño siniestro en el que lo hacen desfilar envuelto en un sudario funerario mientras a su alrededor frailes y monjes juegan con cráneos humanos. Llega a Alemania donde se encuentra con los dos hombres. Cantan felices la canción napolitana Fenesta ca Lucive juntos y beben vino, pero Ciappelletto se desmaya. Dios lo ha castigado con una grave enfermedad que lo hace agonizar. Los dos hombres están indignados porque si lo expulsan, serán vistos como malos anfitriones, pero si sus crímenes se revelan en la confesión, sin duda atraerán una atención negativa. Ciappelletto idea un plan para confesarse y llama a un monje para contarle varias mentiras y verdades a medias que lo hacen parecer muy puro, mientras finge arrepentirse. Le dice al monje que nunca se ha acostado con una mujer (sin contar que es homosexual), lo que el monje ve como un acto muy santo y justo, ya que es muy guapo. Le recuerda al monje que una vez maldijo a su madre por derramar leche y ese recuerdo lo ha atormentado desde entonces. También dice que se avergüenza de escupir en la iglesia una vez. El monje está asombrado porque cree que Ciappelleto es el hombre más santo al que se ha confesado. Ciappelleto muere y debido a estas mentiras, la gente lo considera un hombre santo. Después de su muerte, Ciappelletto es venerado como santo. Los dos napolitanos se miran asombrados de que su plan haya funcionado.

### El discípulo de Giotto
En un breve intermedio (basado en el quinto cuento de la sexta jornada), un alumno (Pasolini) del gran pintor Giotto se dirige a pintar la Basílica de Santa Clara con su compañero Messer Forese da Rabatta. El carro en el que se encuentra se detiene por la lluvia y se ponen a cubierto con un granjero desdentado llamado Gennari que les da ropa a los pasajeros. El alumno de Giotto y da Rabatta llegan a la iglesia vestidos con estos andrajosos atuendos. Los dos comienzan a pintar las paredes de la basílica después de observar a los transeúntes en un mercado en busca de inspiración visual. Ve a algunos asistentes al mercado que actuarán como actores en el próximo segmento sobre Caterina y Ricciardo. Las otras historias de la película continúan después.

### Caterina di Valbona y Riccardo
En el quinto episodio (basado en el cuarto cuento de la quinta jornada), una joven de Valbona (un pueblo cerca de Nápoles) llamada Caterina se ha enamorado de un joven llamado Ricciardo mientras jugaba al escondite. Tiene miedo de decírselo a su padre porque cree que puede enojarse. Inventa una artimaña en la que pasará la noche con su amante en una terraza para hacer el amor sin el conocimiento de sus padres. Le dice a su madre que dentro de la casa hace demasiado calor para ella y que quiere quedarse afuera para poder escuchar el canto del ruiseñor por la mañana. Sus padres le preparan una cama improvisada afuera, donde espera a Ricciardo. Él escala la pared de su casa y le hace el amor en la cama improvisada. A la mañana siguiente, el padre de la muchacha sale a la terraza y encuentra a los dos amantes durmiendo desnudos, mientras ella sostiene sus genitales. Corre adentro para decir a su esposa que su hija "atrapó al ruiseñor" en sus manos. La madre sale corriendo para ver de qué se trata la conmoción y está a punto de gritar cuando ve a la pareja desnuda. El padre le tapa la boca y explica que el joven es una buena pareja, ya que su matrimonio ganaría una importante cantidad de dinero a través de la dote y mejoraría su posición social. El padre despierta a la pareja y le dice a Ricciardo que la única manera de salir vivo de la casa es si se casa con su hija. Ricciardo está de acuerdo y todos están felices. El padre le da a Ricciardo un anillo y Caterina se casa con él allí mismo.

### Isabel de Messina y Lorenzo el Siciliano
En el sexto episodio (basado en el quinto cuento de la cuarta jornada), ambientado en Mesina, una chica llamada Isabel, atractiva y poseedora de una gran riqueza, se enamora de Lorenzo, un joven siciliano que es empleado de sus hermanos. Sin embargo, sus hermanos descubren su amor y se ponen furiosos. Invitan a Lorenzo a su jardín privado con el pretexto de almorzar, pero luego lo apuñalan por la espalda con una daga para salvar el honor de su familia. Entierran el cuerpo de Lorenzo en el jardín. Regresan con Isabel y le dicen que Lorenzo está de viaje de negocios. La joven pasa noches llorando por él después de lo cual su fantasma se le aparece en un sueño y le dice que lo mataron y lo enterraron en el jardín de la familia. Al día siguiente, Isabel pide permiso para ir al jardín y los hermanos se lo dan, sin sospechar que ella sepa que Lorenzo fue asesinado y enterrado allí. La joven va al jardín y cuando encuentra el cuerpo, le corta la cabeza a Lorenzo y se la lleva a su dormitorio. Lo esconde dentro de una maceta de albahaca, que cuida todos los días.

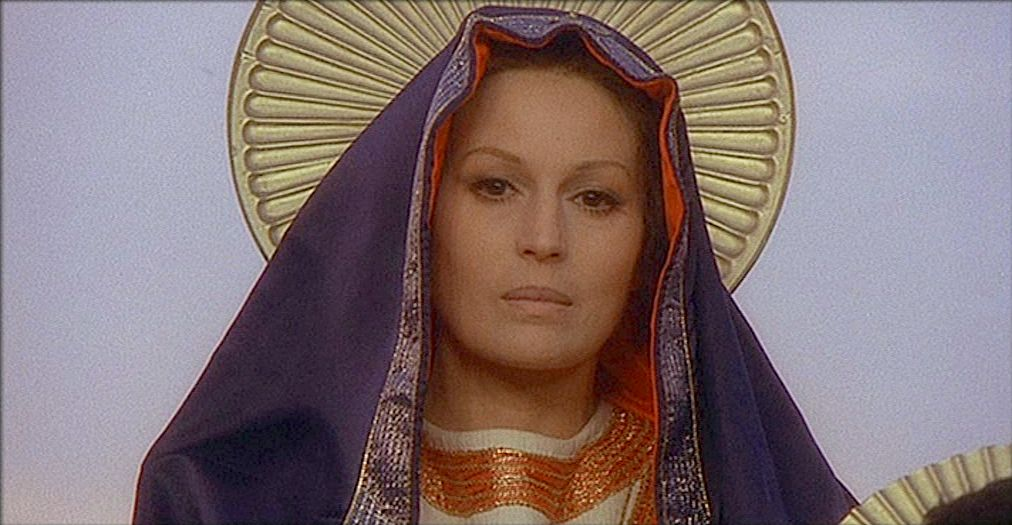
Silvana Mangano como la Virgen María en un sueño del pintor.

### Gemmata
En el séptimo episodio (basado en el décimo cuento de la novena jornada), el plebeyo Pietro y su esposa Gemmata tienen un invitado llamado Don Gianni que se queda con ellos. Su vecina Zita se va a casar, lo que significa que Gemmata no puede quedarse con ella, por lo que los tres deben compartir la misma casa. Gemmata y Pietro duermen en el dormitorio y Don Gianni está en el establo. Don Gianni, usando su astucia, les dice a Pietro y Gemmata que Gemmata puede convertirse en caballo y luego volver a ser humano, para que pueda usarse para sembrar los campos de la granja de su esposo. Don Gianni puede hacer que esto suceda solo con un hechizo especial. El hechizo es una artimaña: el anciano ha imaginado un ritual que le permite tener relaciones sexuales con la mujer, a la vista de su marido. Don Gianni desnuda a Gemmata delante de Pietro y le agarra los pechos, el pelo, la espalda y las nalgas. y describe cómo aparecerá cada parte cuando sea una yegua. En la última parte, él está a punto de penetrarla y Pietro grita, por lo que Don Gianni se da la vuelta y le dice ha arruinado el hechizo, por lo que ahora no podrá convertirse en yegua.

### Cielo e infierno
El octavo episodio (basado en el décimo cuento del séptimo día) involucra a dos personajes de Nápoles llamados Meuccio y Tingoccio que acuerdan contarse el uno al otro sobre el cielo o el infierno cuando mueran. Después de un tiempo, Tingoccio muere. Meuccio teme por su alma porque tuvo relaciones sexuales fuera del matrimonio con su novia muchas veces. Una noche tiene un sueño en el que su amigo le dice que está en el limbo, y aunque los ángeles sabían de todos sus pecados no consideran el sexo un pecado mortal como habían creído. Meuccio corre por las calles hacia su novia y le grita "¡no es pecado!".

### Epílogo
La escena final vuelve al alumno del pintor Giotto, que ha completado su fresco, que ilustra episodios de la película. En la escena final, se maravilla con su trabajo y se dice a sí mismo "¿Por qué completar un trabajo cuando es mucho mejor soñarlo?".

## Lugares de rodaje
Amalfi, Bolzano, Bressanone, Caserta, Nápoles y el Vesubio, Nepi, Ravello, Roma, Sorrento, Viterbo, el Valle del Loira y Saná.

## Premios
- 1971 - Premio "Silver Berlin Bear" en la categoría de Premio Especial del Jurado y una nominación al Premio "Golden Berlin Bear" (Berlin International Film Festival)